# Islands (альбом King Crimson)
Islands (с англ. — «Острова́») — четвёртый студийный альбом британской группы King Crimson, выпущенный в декабре 1971 года лейблом Island Records в Великобритании и лейблом Atlantic Records в США. Ремастирован и переиздан с добавлением большого числа бонус-треков на 30- и 40-летний юбилеи группы.
Islands — последний студийный альбом King Crimson, содержащий лирику Питера Синфилда и представляющий традиционный «прогрессивный» звук группы. Вслед за ним последовала трилогия из Larks’ Tongues in Aspic, Starless and Bible Black и Red, сопровождавшаяся кардинальным изменением состава и стиля группы. Это единственный альбом King Crimson (не считая концертного Earthbound, записанного сразу после Islands) с вокалом Боза Баррела, который также играет на бас-гитаре.
На оригинальной обложке пластинки была изображена Тройная туманность в созвездии Стрельца, но не содержалось ни названия группы, ни названия альбома.

## Об альбоме
После завершения работы над Lizard из группы ушли вокалист Гордон Хаскелл и ударник Энди Маккаллох, их заменили Боз Баррел (который также играл на бас-гитаре) и барабанщик Иэн Уоллес. Кроме того, в записи альбома приняло участие несколько приглашённых музыкантов, среди которых был и пианист Кит Типпетт, участвовавший в записи двух предыдущих альбомов King Crimson. Работа над альбомом продолжалась с июля по октябрь 1971 года, он был выпущен 3 декабря того же года и достиг позиции # 30 в UK Albums Chart.
Islands состоит из шести композиций, написанных Робертом Фриппом и Питером Синфилдом, две из которых инструментальные. Бытует мнение, что альбом имеет параллели с романом «Улисс» Джеймса Джойса. 
Альбом начинается с 10-минутной пасторальной композиции Formentera Lady, посвящённой острову Форментера в Средиземном море, где, как говорится в песне, «пал Одиссей, очарованный тёмной Цирцеей», которая плавно и без перерыва переходит в инструментальную джаз-роковую композицию Sailor’s Tale («Рассказ моряка»). Завершает первую сторону пластинки композиция The Letters («Письма»), повествующая о трагическом обмене письмами между любовницей и женой. Гармоническая основа мелодии «The Letters» взята из песни "Why Don't You Just Drop In" Giles, Giles and Fripp (альбом The Brondesbury Tapes). 
Вторая сторона пластинки открывается четвёртой по счёту композицией Ladies of the Road, в которой критики отметили вокальные гармонии, характерные для The Beatles. Текст этой композиции, рассказывающий о девушках, сопровождающих рок-группы, был назван грубым (похабным)
Шестая, заключительная композиция, давшая название альбому, исполнена в мягком лирическом стиле и продолжается немногим более девяти минут. Она посвящена метафорическому острову в море, с которого «волны сметают песок». Ей предшествует инструментальная Prelude: Song of the Gulls («Прелюдияː Песня чаек»), исполненная на струнных инструментах и «вызывающая ассоциации со средневековой Англией».
На оригинальном издании альбома спустя минутную паузу после окончания последней композиции идёт так называемый «скрытый трек», который занимает около двух минут и состоит из звуков, записанных на репетиции и заканчивающихся счётом «1, 2, 3, 2, 2, 3», негромко произносимым голосом Баррела. В некоторых переизданиях альбома этот трек отсутствует, а в некоторых присутствует в отредактированном виде.

## Критические оценки
Islands был весьма неоднозначно воспринят критиками, в частности, журнала Rolling Stone. Известный музыкальный критик Брюс Эдер (Bruce Eder), отдавая должное виртуозности музыкантов, тем не менее назвал его худшим из четырёх первых альбомов King Crimson. Он также отметил влияние музыкальных идей раннего King Crimson и Giles, Giles and Fripp. Мартин Стронг назвал Islands третим из четырёх альбомов, выпущенных с 1970 по 1973 год, в которых King Crimson переместились на территорию авангардного джаза. Борис Гребенщиков посвятил альбому Islands один из выпусков своей программы «Аэростат», назвав его «одним из самых странных рок-альбомов, когда-либо появлявшихся в этой вселенной».

## Список композиций
сторона А
1. «Formentera Lady» (Фрипп, Синфилд) — 10:14
2. «Sailor’s Tale» (Фрипп) — 7:21
3. «The Letters» (Фрипп, Синфилд) — 4:26

сторона Б
1. «Ladies of the Road» (Фрипп, Синфилд) — 5:28
2. «Prelude: Song of the Gulls» (Фрипп) — 4:14
3. «Islands[англ.]» (Фрипп, Синфилд) — 11:51

## Участники записи
- Роберт Фрипп — гитара, меллотрон, фисгармония;
- Боз Баррел — бас-гитара, вокал;
- Мэл Коллинз — саксофон, флейта, вокал;
- Иэн Уоллес — ударные, перкуссия, вокал;
- Питер Синфилд — тексты и звук.

Приглашённые музыканты
- Полина Лукас (Paulina Lucas) — вокал сопрано;
- Кит Типпетт — фортепиано;
- Робин Миллер (Robin Miller) — гобой;
- Марк Чариг — корнет;
- Гарри Миллер[англ.] (Harry Miller) — контрабас.